# مصطفی نعیما
مصطفی نعیما (حلب، سوریه عثمانی، ۱۶۵۵ – ۱۷۱۶) یک دیوان‌سالار و تاریخ‌نگار عثمانی بود که وقایع‌نگاری معروف به تاریخ نعیما را نوشت. او اغلب به عنوان اولین تاریخ‌نگار رسمی امپراتوری عثمانی شناخته می‌شود، اگرچه این مقام رسمی احتمالاً در زمان جانشین او، رشید، ایجاد شد.

## زندگی و حرفه
مصطفی نعیما فرزند یک ینی‌چری در حلب، سوریه عثمانی به دنیا آمد. او به دستهٔ تبرداران کاخ در قسطنطنیه پیوست و به عنوان منشی آموزش دید. نعیما در امور مالی امپراتوری ترقی کرد تا اینکه در سال ۱۷۱۵ به دلیل دسیسه‌های درباری به یک پست اداری در شهرستان تبعید شد.
به عنوان یک تاریخ‌نگار، نعیما به ورود سفیران امپراتوری گورکانی اشاره کرده است: قائم بیگ، سید عطاءالله و حاجی احمد سعید که توسط شاه جهان، یکی از پادشاهان گورکانی، اعزام شده بودند. این سفیران در سرای سیاوش پاشا اقامت داشتند.
او در پاتراس درگذشت.

## آثار
اثر اصلی نعیما روضة الحسین فی خلاصة أخبار الخافقین ("باغ حسین اندر چکیدهٔ گزارش‌های خاور و باختر") نام دارد. این اثر در سال ۱۷۰۴ تکمیل و به وزیر اعظم امجه‌زاده کوپرولو حسین پاشا تقدیم شد. این کتاب رویدادهای سال‌های ۱۵۹۱ تا ۱۶۶۰ را پوشش می‌دهد.